# Station Charlottenberg
Station Charlottenberg is een spoorwegstation in de Zweedse plaats Charlottenberg. Het station werd geopend op 4 november 1865, ligt aan de Värmlandsbanan en is het laatste station voor de Noorse grens. Sinds 2016 stoppen de intercitytreinen tussen Stockholm en Oslo niet meer op dit station.

## Verbindingen
| Serie | Treinsoort       | Route                                                                                            | Bijzonderheden |
| ----- | ---------------- | ------------------------------------------------------------------------------------------------ | --- |
| 70    | Stoptrein (VTAB) | (Kongsvinger – ) Charlottenberg – Arvika – Kil – Karlstad – Kristinehamn ( – Degerfors – Örebro) | Een aantal treinen per dag vanaf Kongsvinger en tot Örebro. Stopt beperkt op de haltes Ås, Lerot, Ottebol, Brunsberg en Lene. |